# Lona-Lases
Lona-Lases é uma comuna italiana da região do Trentino-Alto Ádige, província de Trento, com cerca de 729 habitantes. Estende-se por uma área de 11 km², tendo uma densidade populacional de 66 hab/km². Faz divisa com Valfloriana, Sover, Segonzano, Cembra, Bedollo, Baselga di Piné, Albiano e Fornace.